# Гражданский амфитеатр в Аквинкуме
Гражданский амфитеатр — одна из важнейших достопримечательностей среди руин древнеримского города Аквинкума. Один из двух амфитеатров римского города (второй — более объёмный Военный амфитеатр или Амфитеатр легионеров). Располагается рядом с основной территорией Аквинкума, но за пределами городских стен. Ныне находится на территории Будапешта (в Обуде).

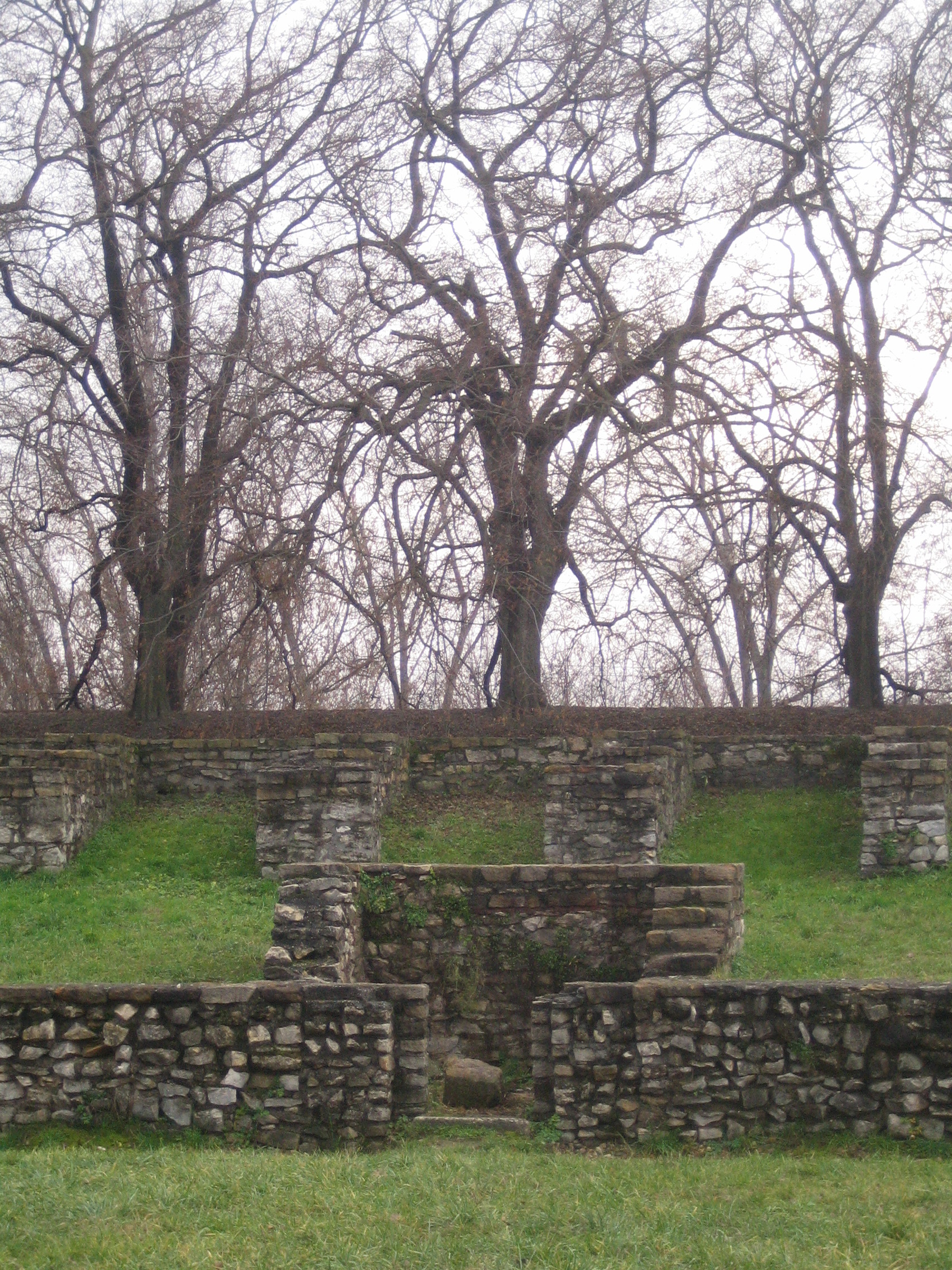
Гражданский амфитеатр Аквинкума

Амфитеатр использовался для гладиаторских боёв и схваток с дикими животными.
Здание имеет форму эллипса. На арену ведут два прохода, расположенных друг напротив друга. В амфитеатре могло разместиться около 5-6 тысяч зрителей.
Амфитеатр открыт в 1880 году.